# Pelargonsläktet
Pelargonsläktet (Pelargonium) är ett släkte i familjen näveväxter, i dagligt tal även pelargonior, pelargonier eller pelargoner. Släktet har fler än 250 arter. De flesta arterna förekommer i södra Afrika, men de förekommer även i östra Medelhavsområdet, Arabiska halvön, Indien, Australien, Sydamerika och på Nya Zeeland. Flertalet arter och hybrider är vanliga som krukväxter.

## Översikt
Släktet består av örter, halvbuskar och buskar med varierande växtsätt. Blommorna har fem kronblad, de två övre är ofta avvikande, större eller mindre med olika färgteckningar.
Pelargonen har fått sitt namn på grund av fröställningarnas speciella utseende. De långa näbbliknande spröten har fått många att tänka på fågelnäbbar. Ordet pelargon kommer från grekiskans pelargos, som betyder stork. Samma sak gäller familjenamnet Geraniaceae (Geranium) som kommer av det grekiska ordet geranos som betyder trana.
Under slutet av 1700-talet fick pelargonen ett uppsving i Sverige. Den odlades då i orangerier på slott och herresäten.

## Släkten, arter och sorter
De flesta av de pelargonsorter vi har som krukväxter härstammar från fyra olika pelargonarter som fortfarande växer vilt i Sydafrika:
- Hjälmpelargon (P. cucullatum) - förfadern till engelsk pelargon.
- Hängpelargon (P. peltatum)
- Hästskopelargon (P. zonale)
- Smutspelargon (P. inquinans)

Den första delen av pelargonens namn talar om vilket släkte växten tillhör. Alla pelargoner hör till släktet Pelargonium.
Pelargonens andranamn, artepitetet,  talar om vilken art den tillhör. Artnamnet skrivs alltid med liten bokstav.
En sort är en framodlad pelargon som har fått ett speciellt namn, t.ex. Mårbacka. Sortnamnet markeras med enkla citattecken. En mårbackapelargon heter alltså egentligen Pelargonium ×hortorum 'Mårbacka'.

## Hybrider och primärhybrider
En hybrid är en korsning mellan två olika arter. De flesta pelargoner som säljs idag är korsningar med flera olika arter inblandade. I vetenskapliga namn markeras en hybrid med ett multiplikationstecken (×).
En primärhybrid är en korsning mellan två rena arter d.v.s vildarter.
En sort är en spontan mutation. Förändringar av detta slag kan uppstå på ett enda skott på en planta. Om man tar loss det som stickling och planterar det har man fått en ny pelargonsort. Det finns flera av dagens pelargonsorter som har uppstått på detta sätt.

## Grupper
Numera odlas vanligen hybrider som ofta har ett okänt, dunkelt eller komplext ursprung. Dessa förs till olika grupper:
- Doftpelargoner (P. Doftpelargon-Gruppen)
- Hängpelargoner (P. Peltatum-Gruppen)
- Tornadopelargoner (P. Tornado-Gruppen)
- Unikpelargoner (P. Unique-Gruppen)
- Änglapelargoner (P. Änglapelargon-Gruppen)
- Zonalpelargonen (P ×hortorum) är i sig indelad i grupper.

## Dottertaxa till Pelargonsläktet, i alfabetisk ordning[1]
- Pelargonium abrotanifolium
- Pelargonium acetosum
- Pelargonium aciculatum
- Pelargonium acraeum
- Pelargonium adriaanii
- Pelargonium aestivale
- Pelargonium albersii
- Pelargonium album
- Pelargonium alchemilloides
- Pelargonium alpinum
- Pelargonium alternans
- Pelargonium althaeoides
- Pelargonium anauris
- Pelargonium anethifolium
- Pelargonium angustifolium
- Pelargonium angustipetalum
- Pelargonium antidysentericum
- Pelargonium apetalum
- Pelargonium appendiculatum
- Pelargonium aridicola
- Pelargonium aridum
- Pelargonium articulatum
- Pelargonium asarifolium
- Pelargonium astragalifolium
- Pelargonium attenuatum
- Pelargonium auritum
- Pelargonium australe
- Pelargonium barklyi
- Pelargonium betulinum
- Pelargonium bicolor
- Pelargonium bifolium
- Pelargonium boranense
- Pelargonium bowkeri
- Pelargonium brevipetalum
- Pelargonium brevirostre
- Pelargonium bubonifoiium
- Pelargonium burgerianum
- Pelargonium burtoniae
- Pelargonium buysii
- Pelargonium caespitosum
- Pelargonium caffrum
- Pelargonium caledonicum
- Pelargonium calviniae
- Pelargonium campestre
- Pelargonium candicans
- Pelargonium capillare
- Pelargonium capitatum
- Pelargonium capituliforme
- Pelargonium carneum
- Pelargonium carnosum
- Pelargonium caroli-henrici
- Pelargonium caucalifolium
- Pelargonium cavanillesii
- Pelargonium caylae
- Pelargonium ceratophyllum
- Pelargonium chamaedryfolium
- Pelargonium chelidonium
- Pelargonium christophoranum
- Pelargonium citronellum
- Pelargonium columbinum
- Pelargonium confertum
- Pelargonium connivens
- Pelargonium cordifolium
- Pelargonium coronopifolium
- Pelargonium cortusifolium
- Pelargonium cotyledonis
- Pelargonium crassicaule
- Pelargonium crassipes
- Pelargonium crinitum
- Pelargonium crispum
- Pelargonium crithmifolium
- Pelargonium cucullatum
- Pelargonium curviandrum
- Pelargonium dasyphyllum
- Pelargonium denticulatum
- Pelargonium desertorum
- Pelargonium dichondrifolium
- Pelargonium dipetalum
- Pelargonium dispar
- Pelargonium divisifolium
- Pelargonium dolomiticum
- Pelargonium domesticum
- Pelargonium drummondii
- Pelargonium echinatum
- Pelargonium elandsmontanum
- Pelargonium elegans
- Pelargonium ellaphieae
- Pelargonium elongatum
- Pelargonium endlicherianum
- Pelargonium englerianum
- Pelargonium ensatum
- Pelargonium exhibens
- Pelargonium exstipulatum
- Pelargonium fasciculaceum
- Pelargonium fergusoniae
- Pelargonium fissifolium
- Pelargonium fragrans
- Pelargonium frutetorum
- Pelargonium fruticosum
- Pelargonium fulgidum
- Pelargonium fumariifolium
- Pelargonium gibbosum
- Pelargonium gilgianum
- Pelargonium githagineum
- Pelargonium glabriphyllum
- Pelargonium glechomoides
- Pelargonium glutinosum
- Pelargonium gracilipes
- Pelargonium gracillimum
- Pelargonium grandicalcaratum
- Pelargonium grandiflorum
- Pelargonium graveolens
- Pelargonium grenvilleae
- Pelargonium greytonense
- Pelargonium griseum
- Pelargonium grossularioides
- Pelargonium hantamianum
- Pelargonium hararense
- Pelargonium harveyanum
- Pelargonium havlasae
- Pelargonium helmsii
- Pelargonium hemicyclicum
- Pelargonium hermaniifolium
- Pelargonium heterophyllum
- Pelargonium hirtipetalum
- Pelargonium hirtum
- Pelargonium hispidum
- Pelargonium hortorum
- Pelargonium hybridum
- Pelargonium hypoleucum
- Pelargonium hystrix
- Pelargonium incarnatum
- Pelargonium incrassatum
- Pelargonium inodorum
- Pelargonium inquinans
- Pelargonium insularis
- Pelargonium iocastum
- Pelargonium ionidiflorum
- Pelargonium jarmilae
- Pelargonium karooicum
- Pelargonium keeromsbergense
- Pelargonium klinghardtense
- Pelargonium laciniatum
- Pelargonium ladysmithianum
- Pelargonium laevigatum
- Pelargonium lanceolatum
- Pelargonium laxum
- Pelargonium leipoldtii
- Pelargonium leptum
- Pelargonium leucophyllum
- Pelargonium littorale
- Pelargonium lobatum
- Pelargonium longicaule
- Pelargonium longifolium
- Pelargonium luridum
- Pelargonium luteolum
- Pelargonium luteum
- Pelargonium madagascariense
- Pelargonium magenteum
- Pelargonium minimum
- Pelargonium mollicomum
- Pelargonium moniliforme
- Pelargonium mossambicense
- Pelargonium multibracteatum
- Pelargonium multicaule
- Pelargonium multiradiatum
- Pelargonium mutans
- Pelargonium myrrhifolium
- Pelargonium namaquense
- Pelargonium nanum
- Pelargonium nelsonii
- Pelargonium nephrophyllum
- Pelargonium nervifolium
- Pelargonium nivenii
- Pelargonium oblongatum
- Pelargonium ocellatum
- Pelargonium ochroleucum
- Pelargonium odoratissimum
- Pelargonium oenothera
- Pelargonium oppositifolium
- Pelargonium oreophilum
- Pelargonium otaviense
- Pelargonium ovale
- Pelargonium oxalidifolium
- Pelargonium oxaloides
- Pelargonium panduriforme
- Pelargonium paniculatum
- Pelargonium papilionaceum
- Pelargonium parvipetalum
- Pelargonium parvirostre
- Pelargonium patulum
- Pelargonium peltatum
- Pelargonium pillansii
- Pelargonium pilosum
- Pelargonium pinnatum
- Pelargonium plurisectum
- Pelargonium polycephalum
- Pelargonium praemorsum
- Pelargonium pseudofumarioides
- Pelargonium pseudoglutinosum
- Pelargonium pubipetalum
- Pelargonium pulchellum
- Pelargonium pulcherrimum
- Pelargonium pulverulentum
- Pelargonium punctatum
- Pelargonium quarciticola
- Pelargonium quercetorum
- Pelargonium quercifolium
- Pelargonium quinquelobatum
- Pelargonium radens
- Pelargonium radicatum
- Pelargonium radula
- Pelargonium radulifolium
- Pelargonium ramosissimum
- Pelargonium ranunculophyllum
- Pelargonium rapaceum
- Pelargonium redactum
- Pelargonium reflexipetalum
- Pelargonium reflexum
- Pelargonium reniforme
- Pelargonium reticulatum
- Pelargonium revolutum
- Pelargonium ribifolium
- Pelargonium rodneyanum
- Pelargonium roseum
- Pelargonium rubiginosum
- Pelargonium rungvense
- Pelargonium rustii
- Pelargonium salmoneum
- Pelargonium sanguineum
- Pelargonium saxatile
- Pelargonium scabroides
- Pelargonium scabrum
- Pelargonium schizopetalum
- Pelargonium semitrilobum
- Pelargonium senecioides
- Pelargonium sericifolium
- Pelargonium setosiusculum
- Pelargonium setulosum
- Pelargonium sibthorpiifolium
- Pelargonium sidoides
- Pelargonium somalense
- Pelargonium spathulatum
- Pelargonium spinosum
- Pelargonium squamulosum
- Pelargonium stipulaceum
- Pelargonium sublignosum
- Pelargonium suburbanum
- Pelargonium sulphureum
- Pelargonium tabulare
- Pelargonium tenuicaule
- Pelargonium ternatum
- Pelargonium ternifolium
- Pelargonium tetragonum
- Pelargonium tomentosum
- Pelargonium tongaense
- Pelargonium torulosum
- Pelargonium tragacanthoides
- Pelargonium transvaalense
- Pelargonium triandrum
- Pelargonium tricolor
- Pelargonium trifidum
- Pelargonium tripalmatum
- Pelargonium triphyllum
- Pelargonium triste
- Pelargonium tysonii
- Pelargonium vanderwaltii
- Pelargonium whytei
- Pelargonium vinaceum
- Pelargonium vitifolium
- Pelargonium wonchiense
- Pelargonium woodii
- Pelargonium worcesterae
- Pelargonium xerophyton
- Pelargonium zonale

## Bildgalleri

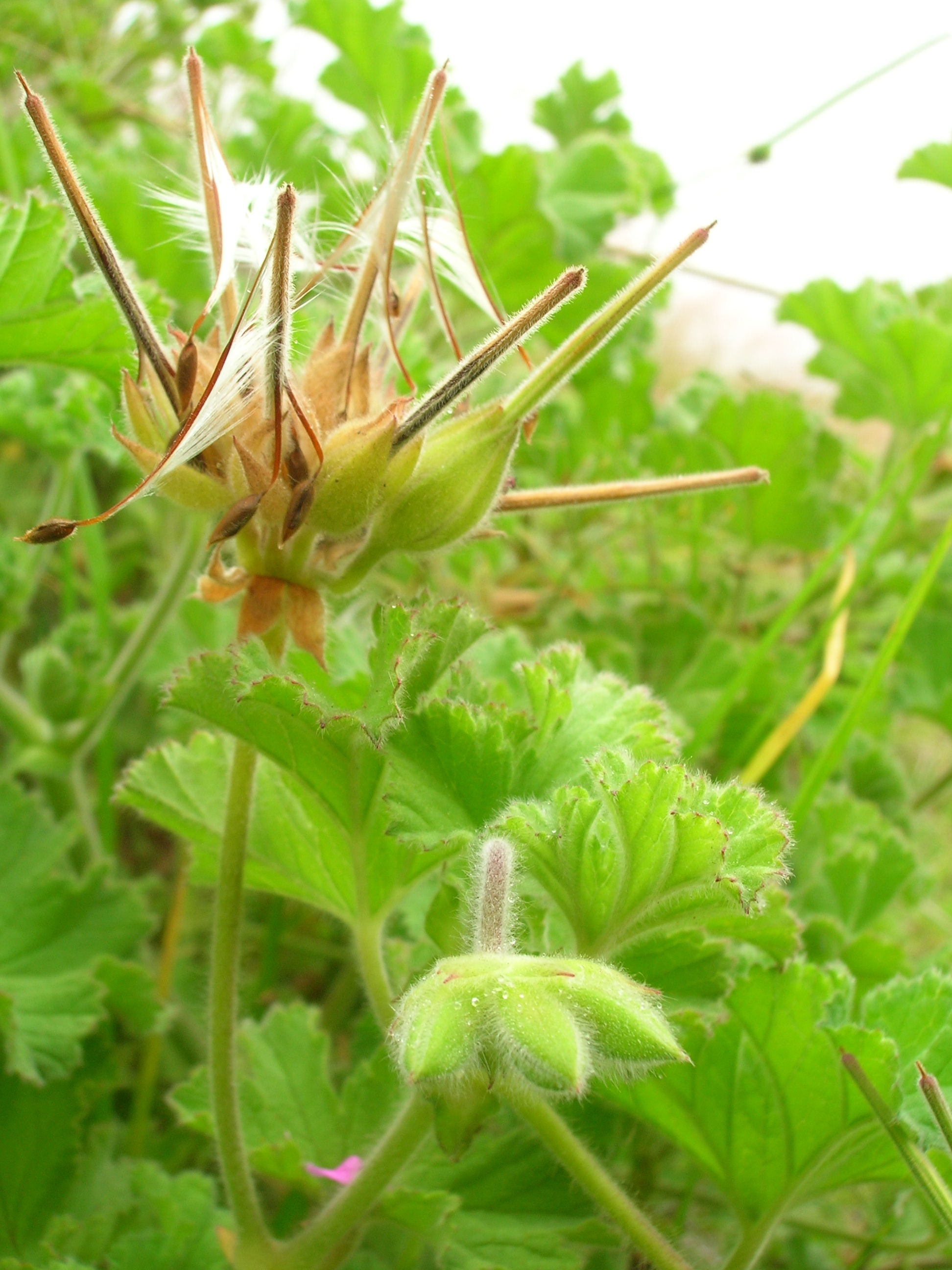
Mogna frukter hos Pelargonium capitatum.
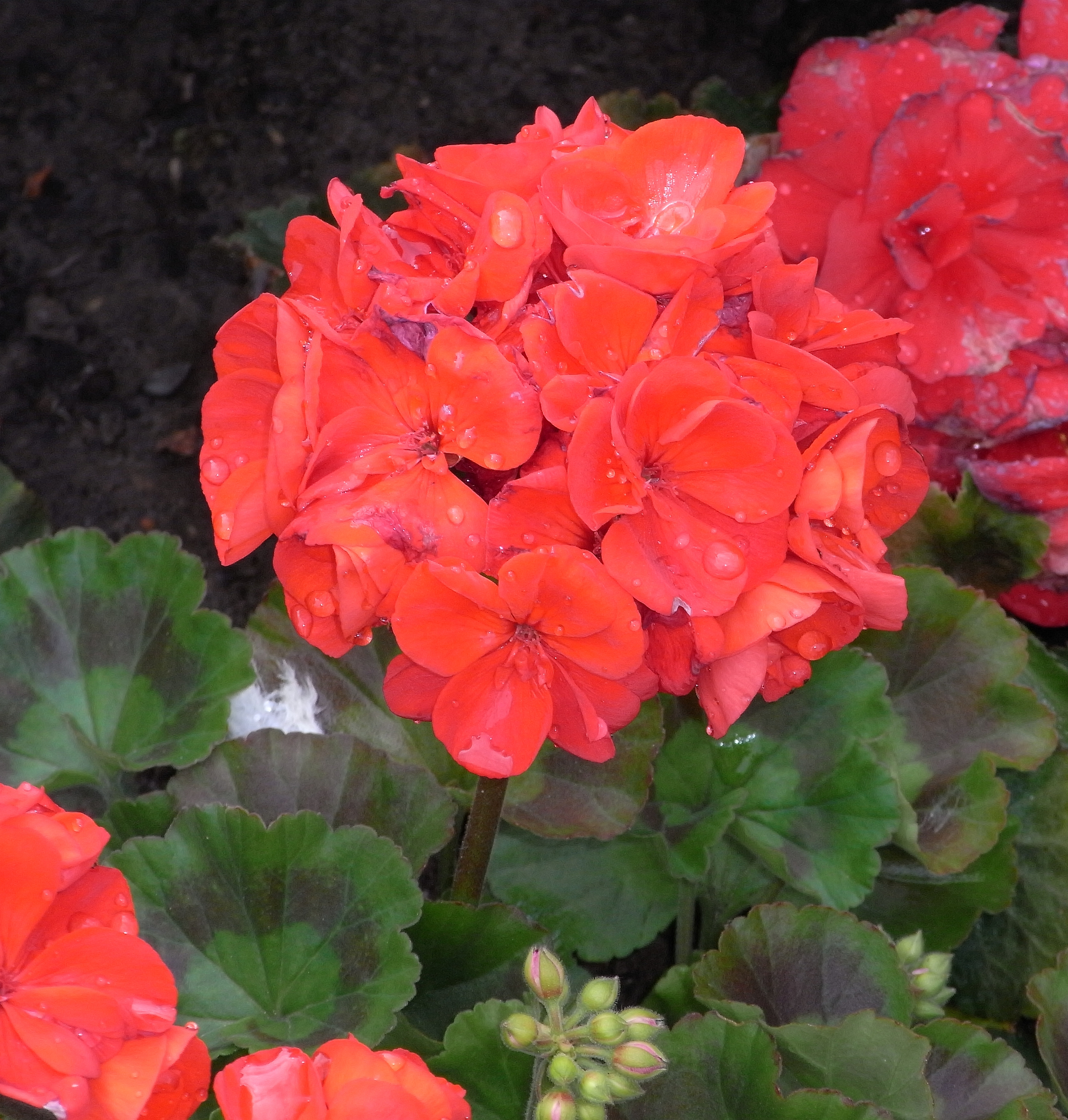

## Källhänvisningar
1. 1 2 3  Roskov Y., Kunze T., Orrell T., Abucay L., Paglinawan L., Culham A., Bailly N., Kirk P., Bourgoin T., Baillargeon G., Decock W., De Wever A., Didžiulis V. (ed) (25 februari 2014). ”Species 2000 & ITIS Catalogue of Life: 2014 Annual Checklist.”. Species 2000: Reading, UK. http://www.catalogueoflife.org/annual-checklist/2014/browse/tree/id/17191539. Läst 26 maj 2014.
2. ↑  Sveriges lantbruksuniversitet 2012–. Pelargonium L'Her. - pelargonsläktet från Svensk Kulturväxtdatabas (SKUD). Läst: 7 juli 2015
3. ↑  "pelargonia". NE.se. Läst 17 juni 2014.
4. ↑  https://www.blomsterlandet.se/Tips-och-artiklar/Tips-och-artiklar/Tradgard/Sommarplantor/Pelargoner/Pelargon-Pelargon/